# 피겨스케이팅 점프
피겨 스케이팅 점프는 3가지로 겨루는 피겨 스케이팅 분야의 구성요소이다. 남자 싱글, 여자 싱글, 그리고 페어 스케이팅에는 있지만 아이스 댄싱에는 없다. 현재 ISU규정에서 점프 구성요소로 간주하는 점프는 토룹, 살코, 룹, 플립, 러츠, 악셀의 6가지가 있다.

## 기술

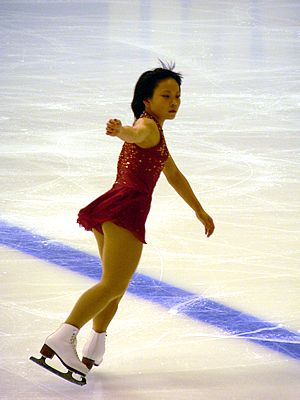

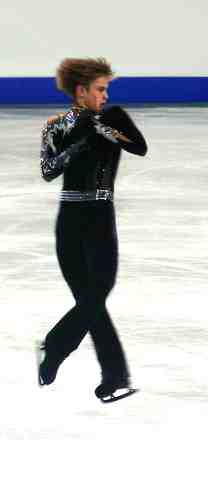

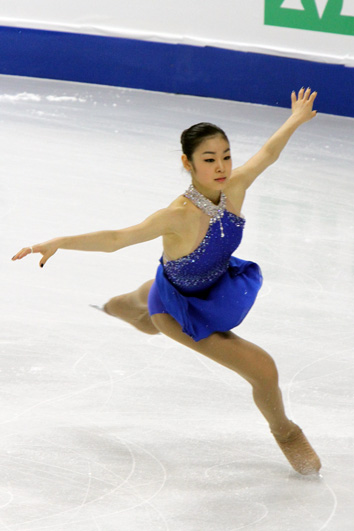

점프는 시계 방향 또는 반시계 방향으로 회전하는 것중 하나를 실시할 수 있다. 모든 점프는(하프 루프 또는 1피트 악셀과 같은 몇 가지 점프 양식에 일치시키는 변형 제외)스케이트 바깥날로 후진하며 착지한다.
점프는 도약 방법에 따라 스케이트 날을 이용한 엣지 점프(살코, 룹, 악셀)와 발가락을 이용한 토 점프(토룹, 플립, 럿츠)로 구분된다.